# Noarootsi Punane
Noarootsi Punane es una variedad cultivar de ciruelo (Prunus domestica), de las denominadas ciruelas europeas.
Una variedad de ciruela se cree originaria de Noarootsi del noroeste de Estonia. Se desconoce la fecha de origen y la historia de su origen.
Las frutas de tamaño mediano de forma redondeada ligeramente irregular, su epidermis con un color rojo parduzco, y pulpa de color amarillo blanquecino, consistencia media, jugosa agridulce, con sabor mediocre. Tolerancia a los inviernos de Estonia es excelente.

## Sinonimia
- "Noarootsi Punane ploom",
- "Noarootsi Roja".[6]

## Historia
'Noarootsi Punane' variedad de ciruela que se cree se originó o que se encontró en Noarootsi que se sitúa al noroeste de Estonia, en el condado de Lääne. No se descarta que los suecos vecinos costeros alguna vez trajeran la semilla inicial de Escandinavia. Como variedad, 'Noarootsi Punane' se ha distribuido ampliamente en Läänemaa y posteriormente injertado en toda Estonia. 'Noarootsi Punane' fue estudiado minuciosamente por A. Jaama (1959). Fue incluida en la prueba de comparación nacional de variedades a principios de los años 60, según el término de la época denominada como variedad de selección nacional (ahora denominada en Estonia como "variedad del terreno").
Desde 1985, 'Noarootsi Punane' es variedad incluida en el surtido recomendado de frutales de jardín en Estonia. Se encuentra cultivada en la colección de germoplasma de plantas vivas del Centro de Investigación Hortícola Polli, dependiente del "Departamento de Ciencias de la Vida" de la Universidad de Tartu, desde el año 2002. La resistencia a la mancha plateada y la resistencia al invierno siguen siendo las propiedades que conservan interés en criarlo.

## Características
'Noarootsi Punane' es un árbol de porte erguido, de mediana altura, con copa ligeramente extendida, productiva. Buena resistencia al invierno. Es autofértil da buenos frutos con su polen y es un buen polinizador para variedades de floración tardía tales como 'Liivi Kollane Munaploom', y 'Polli Munaploom'. Se reproduce por brotes de raíz. Una de sus grandes cualidades es su gran adaptibilidad a las condiciones invernales más duras de Estonia, ya que no hay variedad más resistente y adecuada a los lugares donde se encontró. Además, es autofecundante. Flor blanca, que tiene un tiempo de floración que comienza a partir del 21 de abril con el 10% de floración, para el 26 de abril tiene una floración completa (80%), y para el 3 de mayo tiene un 90% de caída de pétalos.
'Noarootsi Punane' tiene una talla de tamaño mediano 20 a 25 g, la forma es redondeada ligeramente irregular, su epidermis con un color rojo parduzco que se presenta puntos más oscuros; la sutura se puede ver como una línea, con pruina ligera; pedúnculo de longitud largo, grosor fino; pulpa de color amarillo blanquecino, consistencia media, jugosa agridulce, con sabor mediocre. Según datos de 12 años de análisis realizados por el laboratorio químico Polli, los azúcares en las frutas eran en promedio del 8,1%, ácidos 1,62% y vitamina C 9 m%.
Hueso semi adherido a la pulpa.
Su tiempo de recogida de cosecha es en la primera quincena de septiembre, su uso como fruta de mercadeo es complicado porque las ciruelas se ablandan rápidamente.

## Usos
Se usa comúnmente como postre fresco de mesa buena ciruela de postre de fines de verano, 'Noarootsi Punane' no son aptos para la elaboración de compota pues se vuelve como una papilla, y el almíbar se vuelve aceitoso y fluorescente. Sin embargo, la sopa está deliciosa.